# Bezisten de Bitola
Le Bezisten (en macédonien Безистен) est un marché couvert de Bitola, ville du sud de la Macédoine du Nord. Il se trouve dans le vieux bazar et forme à l'époque ottomane le centre névralgique du quartier. Il est situé à proximité des mosquées Yeni et Ishak Çelebi et de la Tour de l'horloge. C'est l'un des rares bezisten encore existants en République de Macédoine. 
Le bezisten est mentionné pour la première fois en 1506 et son commanditaire présumé est mort à la fin du XVe siècle, donc l'édifice a été construit à cette époque. Au cours de l'histoire, il attire le regard de nombreux voyageurs, comme le Vénitien Lorenzo Bernardo, le turc Evliya Çelebi et le français Ami Boué,.
Le bezisten, comme son nom l'indique (bez signifiant « lin » en turc) sert à l'origine au commerce du tissu. Il a toutefois changé plusieurs fois de fonction et a connu diverses campagnes de rénovation et d'extension. La dernière phase d'agrandissement a lieu au XIXe siècle et les décors baroques extérieurs sont ajoutés à cette époque.
Le bezisten forme un quadrilatère irrégulier, de 65 mètres de long. Il comprend trois rues intérieures et quatre entrées monumentales. L'appareillage des murs varie sensiblement selon les parties, les plus anciennes étant en opus cloisonné, les autres en brique ou en pierre seule. Les rues sont couvertes de voûtes en berceau. 
Les magasins sont encore en activité mais ont pour l'essentiel perdu leur aspect traditionnel.